# Нетопыри (род рыб)
Нетопыри (лат. Ogcocephalus) — род лучепёрых рыб из семейства нетопырёвых.
Имеют очень широкую и сплющенную сверху вниз переднюю часть тела, переднюю часть морды, вытянутую в выдающийся отросток, под которым находится в углублении втяжное щупальце, бархатистые зубы на челюстях и нёбе, кожу покрытую многочисленными коническими возвышениями, очень короткие спинной и проходный плавники и высоко лежащее жаберное отверстие.

## Виды
- Ogcocephalus corniger (Bradbury, 1980)
- Ogcocephalus cubifrons (Richardson, 1836) — Флоридский нетопырь
- Ogcocephalus darwini (Hubbs, 1958) — Нетопырь Дарвина
- Ogcocephalus declivirostris (Bradbury, 1980)
- Ogcocephalus nasutus (Cuvier, 1829) — Вест-индский нетопырь
- Ogcocephalus notatus (Valenciennes, 1837) — Бразильский нетопырь
- Ogcocephalus pantostictus (Bradbury, 1980)
- Ogcocephalus parvus (Longley & Hildebrand, 1940) — Западноатлантический нетопырь
- Ogcocephalus porrectus (Garman, 1899) — Кокосовый нетопырь
- Ogcocephalus pumilus (Bradbury, 1980)
- Ogcocephalus radiatus (Mitchill, 1818) — Исчерченный нетопырь
- Ogcocephalus rostellum (Bradbury, 1980)
- Ogcocephalus vespertilio (Linnaeus, 1758) — Длиннорылый нетопырь